# Бех Микола Іванович
Микола Іванович Бех (нар. 2 січня 1946, с. Бехи Коростенського району Житомирської області Української РСР — 3 квітня 2021) — російський промисловець і вчений..
Генеральний директор ПО «КамАЗ» в 1987−1991 рр. Президент, генеральний директор ВАТ «КАМАЗ» у 1991−1997 роках.
З 2003 року працював президентом ВАТ «Зірка-Енергетика».
Доктор технічних наук, професор.

## Біографія
Бех Микола Іванович народився 2 січня 1946 року в селі Бехи Житомирської області в сім'ї коваля. Після закінчення школи працював токарем локомотивного депо.

### Навчання
1969 року М. Бех закінчив Київський політехнічний інститут за спеціальністю «Автоматизація і комплексна механізація ливарного виробництва».
Пройшов навчання в Міжнародній академії бізнесу в Кілі (ФРН).

### Трудова діяльність
З 1969 до 1980 року М. Бех працював від інженера-технолога до головного інженера металургійного виробництва Волзького автомобільного заводу в Тольятті. У 1980−1984 роках — директор ливарного заводу «КамАЗ» в Набережних Челнах. З 1987 до 1997 року — перший керівник ВАТ «КАМАЗ» (президент і генеральний директор).
У 1997−2001 рр. М. Бех працював радником мера і уряду Москви з промислової політики. З 2001 року працював генеральним директором ВАТ «Московська керівна фінансова компанія», в 2001−2002 рр. — віцепрезидент АК «Сибур», у 2002−2003 роках — голова Ради директорів ВАТ «Курганмашзавод».
З липня 2003 року М. Бех працював генеральним директором ВАТ «Зірка-Енергетика», що виробляє автономні дизельні та газові електростанції.
М. Бех працював віцепрезидентом Російського Союзу промисловців і підприємців.
Обирався народним депутатом СРСР (1989−1991 роки).

### Родина
Був одруженим, мав двох дочок.

## Нагороди
- лауреат Премії Ради Міністрів СРСР,
- орден «За заслуги перед Вітчизною III ступеня»,
- орден «Трудового Червоного прапора»,
- орден «Дружби народів»,
- орден «Знак Пошани»,
- медаль Ананія Ширакаці (Вірменія) — за значний внесок у справу ліквідації наслідків руйнівного землетрусу 1988 року у Вірменії, надання гумманитарной допомоги потерпілим та організації відновлювальних робіт,
- звання «Почесний інженер-механік Російської Федерації».[2]